# Analyse de forme
L'analyse de forme correspond à l'étude, souvent automatisée, de la forme géométrique d'objets à l'aide de descripteurs de forme. Elle présente une large variété d'applications notamment en reconnaissance de formes ainsi que dans le domaine de l'imagerie médicale.

## Descripteurs de forme

Différents grains classés selon deux descripteurs de forme (sphéricité et angularité des contours)

Les descripteurs de forme sont des fonctions mathématiques qui permettent d'extraire des informations quantitatives concernant la forme d'un objet. On oppose classiquement les descripteurs de contours (qui ignorent l'intérieur de l'objet) et les descripteurs de région (qui prennent en compte l'intérieur de l'objet). Un bon descripteur de forme doit, afin de garantir sa robustesse, présenter un certain nombre de propriétés parmi lesquelles l'invariance par rotation, l'invariance par translation ou encore l'invariance d'échelle. 
Des exemples de descripteurs de forme en deux dimensions incluent :
- La convexité (ou solidité)[1],[2] : périmètre de l'enveloppe convexe/périmètre de l'objet
- La circularité (ou quotient isopérimétrique)[2],[3] : Perimètre2/4π × Surface
- L'élongation (ou eccentricité)[1] : rapport entre la longueur et la largeur du rectangle englobant ou de l'ellipse englobante.

Pour une forme en trois dimensions, on peut citer comme exemple :
- La sphéricité (en)
- Le rapport aire-volume.
- La compacité : {\displaystyle ({\text{surface}})^{1,5}/({\text{volume}})}

Il est également possible d'utiliser des techniques d'analyse plus poussées : analyse spectrale de forme (en), analyse du squelette topologique ou encore analyse fractale des contours.

## Applications
Les applications de l'analyse de forme sont très variées. En médecine, elle est employée sur des images de la peau pour la détection des mélanomes. On l'utilise surtout en imagerie médicale dans le cadre de la radiomique (en). 
Elle permet ainsi d'évaluer l'agressivité de certaines tumeurs (par exemple dans le cas des méningiomes) ou encore de détecter les nodules pulmonaires malins. L'analyse de forme se retrouve aussi en granulométrie.